# Caluromys derbianus
A cuíca-lanosa-centroamericana (Caluromys derbianus) é uma espécie de marsupial da família Didelphidae. Pode ser encontrada no Equador, Colômbia, Panamá, Costa Rica, Nicarágua, Honduras, Guatemala, Belize e México.